# Shannon Frizell

a Compétitions nationales et continentales officielles uniquement.

b Matchs officiels uniquement.
Dernière mise à jour le 1 décembre 2024.
Shannon Frizell, né le 11 février 1994 sur l'île de Tongatapu (Tonga), est un joueur de rugby à XV international néo-zélandais d'origine tongienne, évoluant principalement au poste de troisième ligne aile. Il joue avec le club japonais du Toshiba Brave Lupus Tokyo en League One depuis 2024.

## Biographie
Shannon Frizell est né aux Tonga d'un père gallois et d'un mère tongienne. Il est ensuite adopté par une autre famille tongienne, mais ne peut émigrer avec eux en Australie et grandit aux Tonga, où il vit jusqu'en 2014. Il est le frère cadet de Tyson Frizell, joueur de rugby à XIII international gallois puis australien, évoluant avec les St. George Illawarra Dragons en NRL.
Dans son pays natal, il commence par jouer au football, où il évolue au poste de gardien de but. Il est même sélectionné avec l'équipe des Tonga des moins de 17 ans pour participer au Tournoi OFC 2011. Lors de ce tournoi, son équipe finit dernière de son groupe, encaissant 46 buts, dont 8 contre Tahiti et 17 contre la Nouvelle-Calédonie. Ces mauvaises performances le détournent du football et il décide de se mettre au rugby.
En 2014, il est sélectionné avec l'équipe des Tonga des moins de 20 ans pour participer au trophée mondial des moins de 20 ans 2014.
Il émigre à Nelson en Nouvelle-Zélande en 2014. Il joue alors avec le club amateur du Marist RFC. Il est invité par son proviseur de l'époque à jouer pour la Marist Pacific Invitational team, une petite sélection de lycéens samoans et tongiens, contre l'équipe des moins de 19 ans de la province de Tasman,. Repéré à cette occasion, il signe un contrat espoir avec la province de Tasman pour la saison 2015,.
En 2016, il signe son premier contrat professionnel avec Tasman, et fait ses débuts professionnels en Mitre 10 Cup,,. Dès sa première saison, il enchaîne les matchs et les bonnes performances, et devient rapidement un cadre de l'équipe grâce, notamment, à sa polyvalence.
Après deux bonnes saisons avec Tasman, il est repéré par la franchise des Highlanders qui lui font signer un contrat pour la saison 2018 de Super Rugby,. Dès sa première saison, il joue surtout au poste de troisième ligne côté fermé, et se fait remarquer par sa défense rugueuse et sa puissance ballon en main,. Il ne connait cependant que quatre titularisations en quatorze matchs, en raison de la concurrence féroce à son poste avec la présence des All Blacks Liam Squire et Elliot Dixon,. Il brille particulièrement lors d'un match contre les Blues le 20 avril 2018, où il inscrit un triplé et effectue une passe décisive,.
Peu après s'être révélé en Super Rugby, il est sélectionné pour la première fois par Steve Hansen pour évoluer avec les All Blacks en mai 2018,. Il connait sa première cape internationale le 23 juin 2018 à l’occasion d’un match contre l'équipe de France à Dunedin. Dans la foulée, il est retenu pour disputer le Rugby Championship 2018, où il dispute trois matchs, et marque son premier essai contre l'Argentine,.
En 2019, il participe au Rugby Championship 2019, et à la préparation pour la Coupe du monde 2019 au Japon, avant d'être écarté du groupe final au profit de l'inexpérimenté Luke Jacobson. Il n'est donc pas présent dans le groupe final de 31 joueurs sélectionné pour disputer le mondial, mais il est rappelé une semaine avant la compétition à cause de la blessure de Jacobson,.
Le 26 décembre 2022, le Toshiba Brave Lupus Tokyo annonce la signature de Shannon Frizell ainsi que de Richie Mo'unga à compter de la saison 2023/24. 

## Palmarès

### En club et province
- Finaliste du National Provincial Championship en 2016 et 2017 avec Tasman.
- Vainqueur de la Japan Rugby League One en 2024 avec les Toshiba Brave Lupus Tokyo.

### En équipe nationale
- Vainqueur du Rugby Championship en 2018, 2020, 2022 et 2023.

## Statistiques
Au 18 octobre 2023, Shannon Frizell compte 33 capes en équipe de Nouvelle-Zélande, dont 26 en tant que titulaire, depuis le 23 juin 2018 contre l'équipe de France à Dunedin. Il a marqué 8 essai (40 points). Avec les Kiwis, il dispute deux Coupe du monde en 2019 et en 2023. Il participe à cinq éditions du Rugby Championship, en 2018, 2019, 2020, 2022 et 2023. Il dispute quatre rencontres dans cette compétition,.